# Phelister vernus
Phelister vernus är en skalbaggsart som först beskrevs av Thomas Say 1825.  Phelister vernus ingår i släktet Phelister och familjen stumpbaggar. Inga underarter finns listade i Catalogue of Life.